# ペットゴー
ペットゴー株式会社（英称：Petgo Corporation）は、ペット用品の企画開発、通信販売、ペット関連サービスを提供する会社。本社は東京都中野区。
犬猫の食事療法食、総合栄養食、動物用医薬品、サプリメントなどを取り扱うペットヘルスケア通販サイト「ペットゴー」（petgo）を運営している。

## 概要
中央大学卒業後に住友商事を経てマッキンゼー・アンド・カンパニーに在籍していた黒澤弘が代表となって、2004年11月にペットゴー株式会社を設立。黒澤自身、幼少期から愛犬家であったことから、ペットが行き着くところを表す言葉として社名を決定した。また、インターネットで検索されることを想定し、6文字以内での呼びやすいネーミングにこだわった。

## 沿革
- 2004年

11月 - ペットに特化したネットベンチャーとして東京都新宿区にペットゴー株式会社を設立
- 2005年

2月 - ペット用品専門通販サイト「ペットゴー」をオープン
3月 - 「ペットゴー楽天市場支店」をオープン
4月 - 「ペットゴーYahoo!ショッピング支店」をオープン
- 2007年

3月 - 「ペットゴーモバイルサイト」をオープン
4月 - 「ペットゴーAmazon.co.jp支店」をオープン
8月 - 神奈川県愛甲郡にペットゴー厚木基地（物流センター）をオープン
- 2008年

3月 - 動物病院「ペットビジョン」を吸収合併
10月 - 通販サイトの屋号を「ペットゴー」から、ペットのドラッグストア「ペットビジョン」へ変更
- 2010年

3月 - 神奈川県厚木市にペットゴー厚木基地（物流センター）を移転
8月 - 「スマホサイト」をオープン
- 2011年

10月 - 第9回「デロイト 日本テクノロジー Fast50」 において35位を受賞
- 2012年

2月 - 「東日本大震災たすけあいペットプロジェクト」をスタート
10月 - 第10回「デロイト 日本テクノロジー Fast50」において22位を受賞
12月 - 第11回「アジア太平洋地域テクノロジーFast500」で432位を受賞
- 2013年

2月 - 新宿区優良企業 優秀賞を受賞
3月 - メール便をスタート
4月 - 定期便をスタート
6月 - 犬猫の薬の投与日をメール告知する「投薬お知らせサービス」をスタート
7月 - ペットのショッピングモール「ペットビジョンモール」をオープン
10月 - 第11回「デロイト 日本テクノロジー Fast50」において29位を受賞
12月 - 第12回「アジア太平洋地域テクノロジーFast500」において356位を受賞
- 2014年

10月 - DCMホールディングスが展開する「ホーマック」「カーマ」「ダイキ」に、ペットのドラッグストア「ペットビジョン」のテナント出店をスタート
- 2015年

10月 - 第13回「デロイト 日本テクノロジー Fast50」において44位を受賞
- 2016年

1月
ブランドロゴを改定。ペット達が行きつく場所をデザインへ
ペットライフプラットフォーム構想を発表
ペット特化型メディア「ペットゴーノート」をオープン
2月 - 物流センターを神奈川県厚木市酒井に移転
3月
いぬ・ねこのお迎えをサポートする「ペットゴーマッチ」をオープン
ペット予防医療センターを運営する株式会社Add　Petへ出資
4月 - 動物病院「ペットメディカルクリニック大宮店」をオープン
6月 - 中野坂上に本社移転
10月
通販サイトの屋号を「ペットビジョン」から、「ペットゴー」へ変更
ペットホテル・ペットシッターと飼い主のマッチングサイト「アニケア（anicare）」をオープン
12月 - 第15回「アジア太平洋地域テクノロジーFast500」において396位を受賞
- 2017年

1月 - 「楽天市場ショップ・オブ・ザ・イヤー2016」にて「ペットフード・ペット用品 ジャンル賞」を受賞
2月 - 「Amazonマケプレアワード2016」において、「最優秀セラー賞（3位）」「顧客満足賞」「カテゴリー賞（ホーム＆キッチン・ペット部門）」を受賞
4月 - 100%出資子会社ペットゴープロダクツ株式会社を設立
10月
「ヤフーショッピング・エリアアワード2017」において、生活ジャンル部門賞を受賞
「デロイト トウシュ トーマツ リミテッド 2017年 日本テクノロジー Fast50」において、30位を受賞
動物病院を東京都中野区に開院
12月 - 「デロイト アジア太平洋地域テクノロジー 2017年 Fast 500」において、375位を受賞
- 2018年

1月 - 「楽天市場ショップ・オブ・ザ・イヤー2017」において、ペットフード・ペット用品ジャンル賞を受賞
2月 - 「FT 1000: High-Growth Companies Asia-Pacific」において、239位にランクイン
3月
「ヤフーショッピング・ベストストアアワード2017」において、ペット用品部門第2位を受賞」
プライバシーマーク取得
4月 - 住友商事を引き受け先とする第三者割当増資を実施
5月 - 「Amazonマケプレアワード2017」において、「最優秀セラー賞（2位）」「顧客満足賞」「カテゴリー賞（ホーム＆キッチン・ペット部門）」を受賞
10月 - 「ペットゴーau Wowma!支店」をオープン
- 2019年

1月 - 「楽天市場ショップ・オブ・ザ・イヤー2018」のペットフード・ペット用品 ジャンル大賞を受賞
3月 - 「ヤフーショッピング・ベストストアアワード2018」において、ペット用品部門第2位を受賞
7月 - 「ペットゴーアプリ」をリリース
- 2022年

4月 - 東京証券取引所グロース市場上場